# Ceratomia repentinus
Ceratomia repentinus är en fjärilsart som beskrevs av James Brackenridge Clemens 1859. Ceratomia repentinus ingår i släktet Ceratomia och familjen svärmare. Inga underarter finns listade i Catalogue of Life.

## Bildgalleri

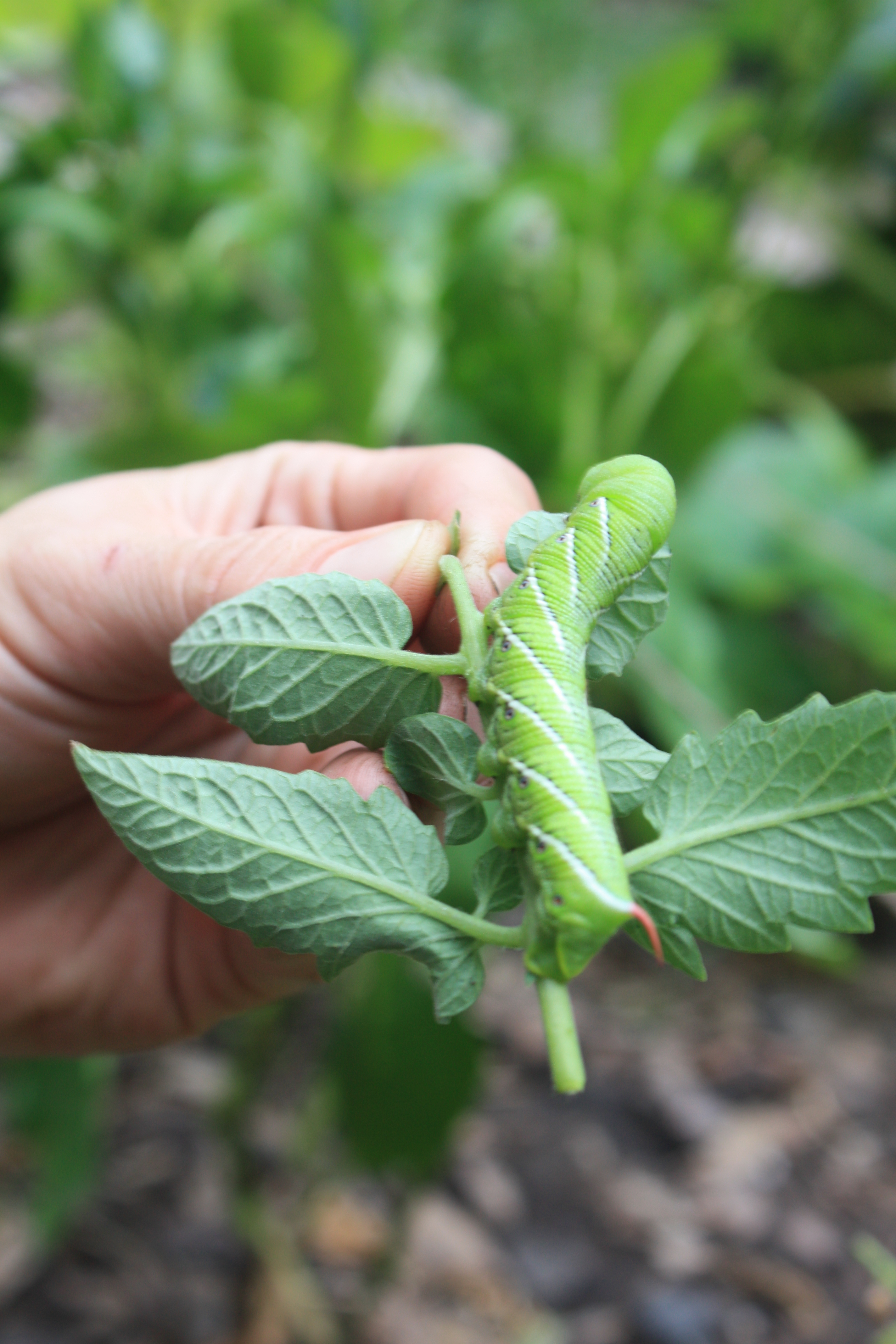
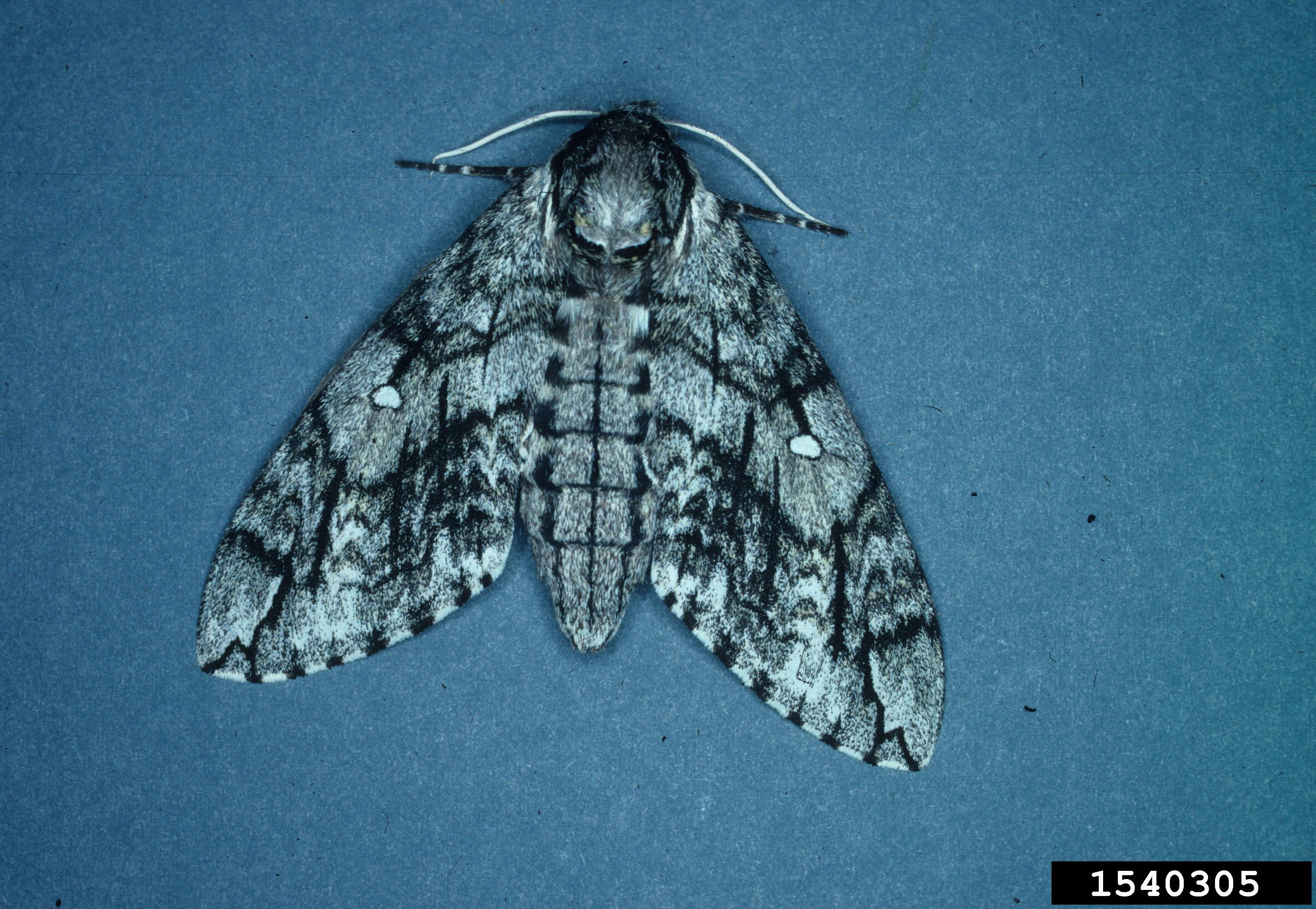
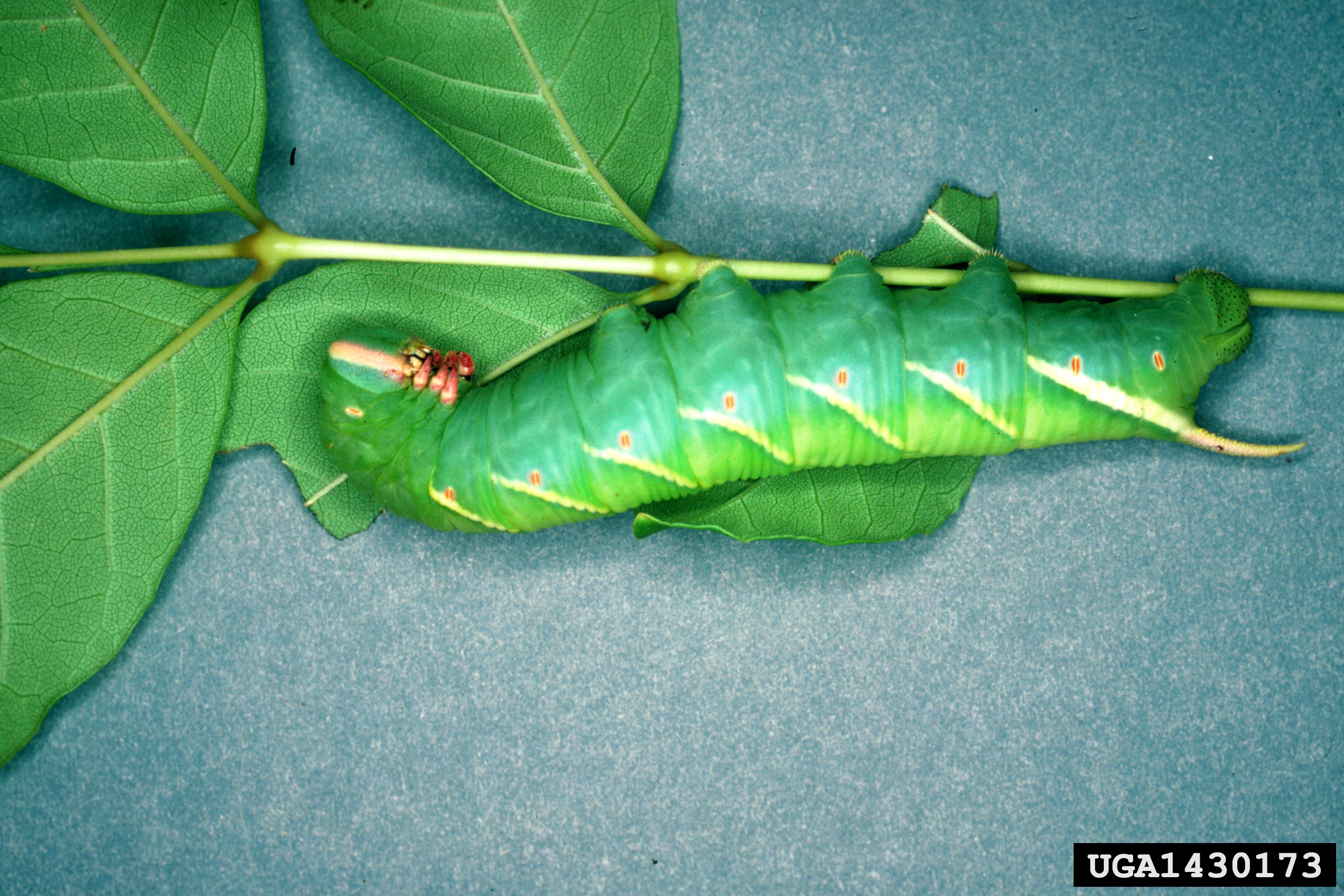